# Lourdoueix-Saint-Pierre
Pour les articles homonymes, voir Lourdoueix.
Lourdoueix-Saint-Pierre est une commune française située dans le département de la Creuse en région Nouvelle-Aquitaine.

## Géographie
| Méasnes                          | Aigurande Indre         | La Forêt-du-Temple |
| Nouzerolles                      | Lourdoueix-Saint-Pierre | Mortroux           |
| Fresselines Chambon-Sainte-Croix | Chéniers                | Linard-Malval      |

### Hameaux de la commune
Aigude, Aigude Haut, Aigude Bas, Ma Chaumière, La Mitaine, Pun, Beauregard, La Chebrelle, Les Ribattons, Bellevue, Choueix, Le Montalumet, La Ribodonnière, La Bernardière, Le Cluzeau, Montmartin, Richemont, Le Berniguet, Les Combes, Le Moulin de Crachepot, Les Rochelas, Bessolles, Etignières, Le Moulin de Richemont, Les Signolles, Le Bois Boulet, Le Moulin du Gast, La Taille du Bourliat, Le Bois de Vost, Les Gourdes, Néraud, La Vacherie, Le Bois du Bouchet, La Grange de L’Aiguille, La Notte, Villechiron, Les Bois, Le Juge, Orfeuille, Le Virly, Le Bourliat, Lafaye, Le Petit Châtelus, Vost, La Brodière, Levades, Les Pierres-Bures, Le Château de Vost, Cadrix, Lhaumeau, Pin, La Cantine, Lignaud, Piodon, Champvillant, La Loge de Pun, Le Point du Jour, Chantranne, Les Marlières, Polliers, Les Chaumes, La Mersolle et Praveix.

### Communes limitrophes
Lourdoueix-Saint-Pierre se situe à environ 3 km au sud d'Aigurande.

### Transports et voies de communications

#### Bus
La commune est desservie par les lignes 10 et 12 du réseau départemental de transport en commun de la Creuse et par la ligne I du Réseau de mobilité interurbaine.

### Climat
Pour des articles plus généraux, voir Climat de la Nouvelle-Aquitaine et Climat de la Creuse.
Historiquement, la commune est dans une zone de transition entre le climat océanique limousin et le climat montagnard.  
En 2020, Météo-France publie une typologie des climats de la France métropolitaine dans laquelle la commune est dans une zone de transition entre le climat océanique altéré et le climat de montagne et est dans la région climatique  Ouest et nord-ouest du Massif Central, caractérisée par une pluviométrie annuelle de 900 à 1 500 mm, maximale en automne et en hiver.
Pour la période 1971-2000, la température annuelle moyenne est de 10,6 °C, avec  une amplitude thermique annuelle de 15,2 °C. Le cumul annuel moyen de précipitations est de 905 mm, avec 12,7 jours de précipitations en janvier et 7,6 jours en juillet. Pour la période 1991-2020, la température moyenne annuelle observée sur la station météorologique la plus proche, située sur la commune de Bonnat à 11 km à vol d'oiseau, est de 11,5 °C et le cumul annuel moyen de précipitations est de 887,3 mm,. Pour l'avenir, les paramètres climatiques de la commune estimés pour 2050 selon différents scénarios d’émission de gaz à effet de serre sont consultables sur un site dédié publié par Météo-France en novembre 2022.

## Urbanisme

### Typologie
Au 1er janvier 2024, Lourdoueix-Saint-Pierre est catégorisée commune rurale à habitat très dispersé, selon la nouvelle grille communale de densité à 7 niveaux définie par l'Insee en 2022.
Elle est située hors unité urbaine et hors attraction des villes,.

### Occupation des sols
L'occupation des sols de la commune, telle qu'elle ressort de la base de données européenne d’occupation biophysique des sols Corine Land Cover (CLC), est marquée par l'importance des territoires agricoles (92 % en 2018), une proportion sensiblement équivalente à celle de 1990 (92,1 %). La répartition détaillée en 2018 est la suivante : 
zones agricoles hétérogènes (50 %), prairies (42 %), forêts (6,6 %), zones urbanisées (1,4 %). L'évolution de l’occupation des sols de la commune et de ses infrastructures peut être observée sur les différentes représentations cartographiques du territoire : la carte de Cassini (XVIIIe siècle), la carte d'état-major (1820-1866) et les cartes ou photos aériennes de l'IGN pour la période actuelle (1950 à aujourd'hui).

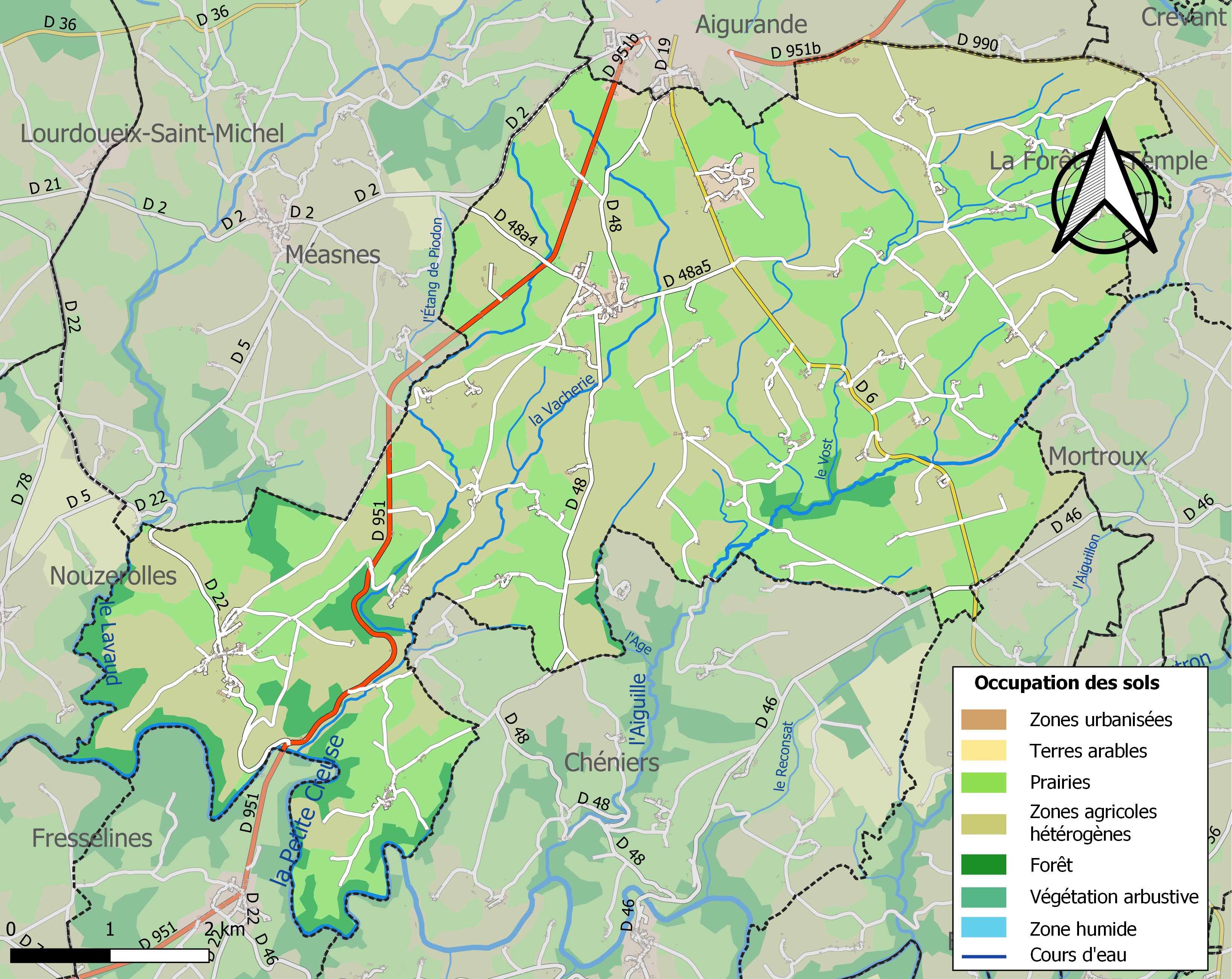
Carte des infrastructures et de l'occupation des sols de la commune en 2018 (CLC).

### Risques majeurs
Le territoire de la commune de Lourdoueix-Saint-Pierre est vulnérable à différents aléas naturels : météorologiques (tempête, orage, neige, grand froid, canicule ou sécheresse), inondations et séisme (sismicité faible). Il est également exposé à un risque particulier : le risque de radon. Un site publié par le BRGM permet d'évaluer simplement et rapidement les risques d'un bien localisé soit par son adresse soit par le numéro de sa parcelle.

#### Risques naturels
Certaines parties du territoire communal sont susceptibles d’être affectées par le risque d’inondation par débordement de cours d'eau, notamment la Petite Creuse, l'Aiguille et le Lavaud. La commune a été reconnue en état de catastrophe naturelle au titre des dommages causés par les inondations et coulées de boue survenues en 1982, 1999 et 2018,.

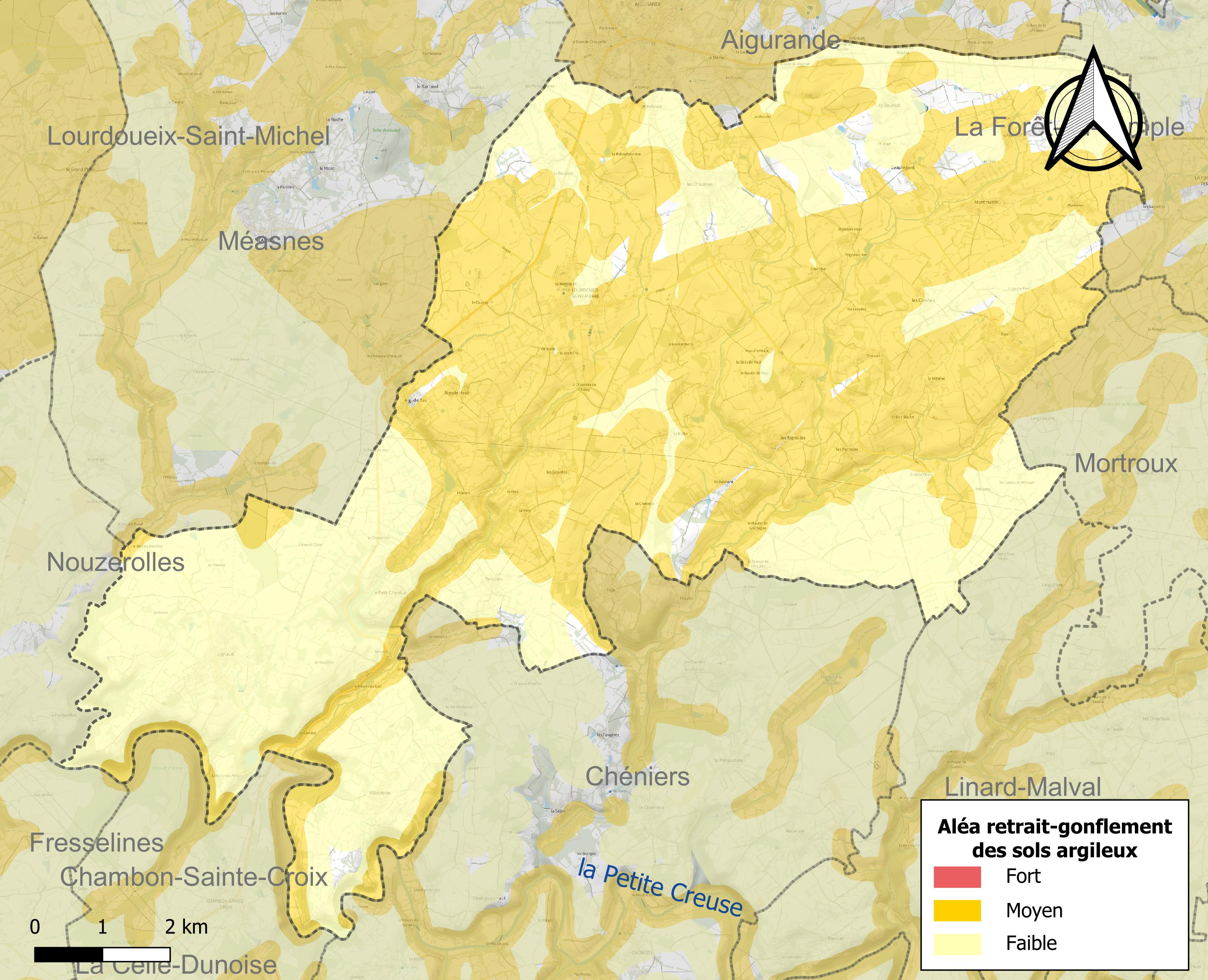
Carte des zones d'aléa retrait-gonflement des sols argileux de Lourdoueix-Saint-Pierre.

Le retrait-gonflement des sols argileux est susceptible d'engendrer des dommages importants aux bâtiments en cas d’alternance de périodes de sécheresse et de pluie. 56,9 % de la superficie communale est en aléa moyen ou fort (33,6 % au niveau départemental et 48,5 % au niveau national). Sur les 682 bâtiments dénombrés sur la commune en 2019,  321 sont en aléa moyen ou fort, soit 47 %, à comparer aux 25 % au niveau départemental et 54 % au niveau national. Une cartographie de l'exposition du territoire national au retrait gonflement des sols argileux est disponible sur le site du BRGM,.
Par ailleurs, afin de mieux appréhender le risque d’affaissement de terrain, l'inventaire national des cavités souterraines permet de localiser celles situées sur la commune.
Concernant les mouvements de terrains, la commune a été reconnue en état de catastrophe naturelle au titre des dommages causés par des mouvements de terrain en 1999.

#### Risque particulier
Dans plusieurs parties du territoire national, le radon, accumulé dans certains logements ou autres locaux, peut constituer une source significative d’exposition de la population aux rayonnements ionisants. Certaines communes du département sont concernées par le risque radon à un niveau plus ou moins élevé. Selon la classification de 2018, la commune de Lourdoueix-Saint-Pierre est classée en zone 3, à savoir zone à potentiel radon significatif.

#### Transports en commun
- Réseau TransCreuse

## Histoire
Le 13 mai 1735 est bénie la petite cloche de l'église de Lourdoueix-Saint-Pierre, au nom de Marie mère de Dieu, Saint-Pierre et Saint-Fiacre. Elle a été fondue par maître Nicolas Simmonnot, lorrain.
Le 2 février 1742 sont bénies deux chasubles noires, une de soie garnie de ruban blanc, l'autre de ras noir avec une croix de basin, un devant d'autel, une étole pastorale de panne noir, réalisés par M. Jean Dugrais, tailleur à Aigurande. Le dessus de la chasuble a été donné au curé par maître Charles Bernard.

## Économie

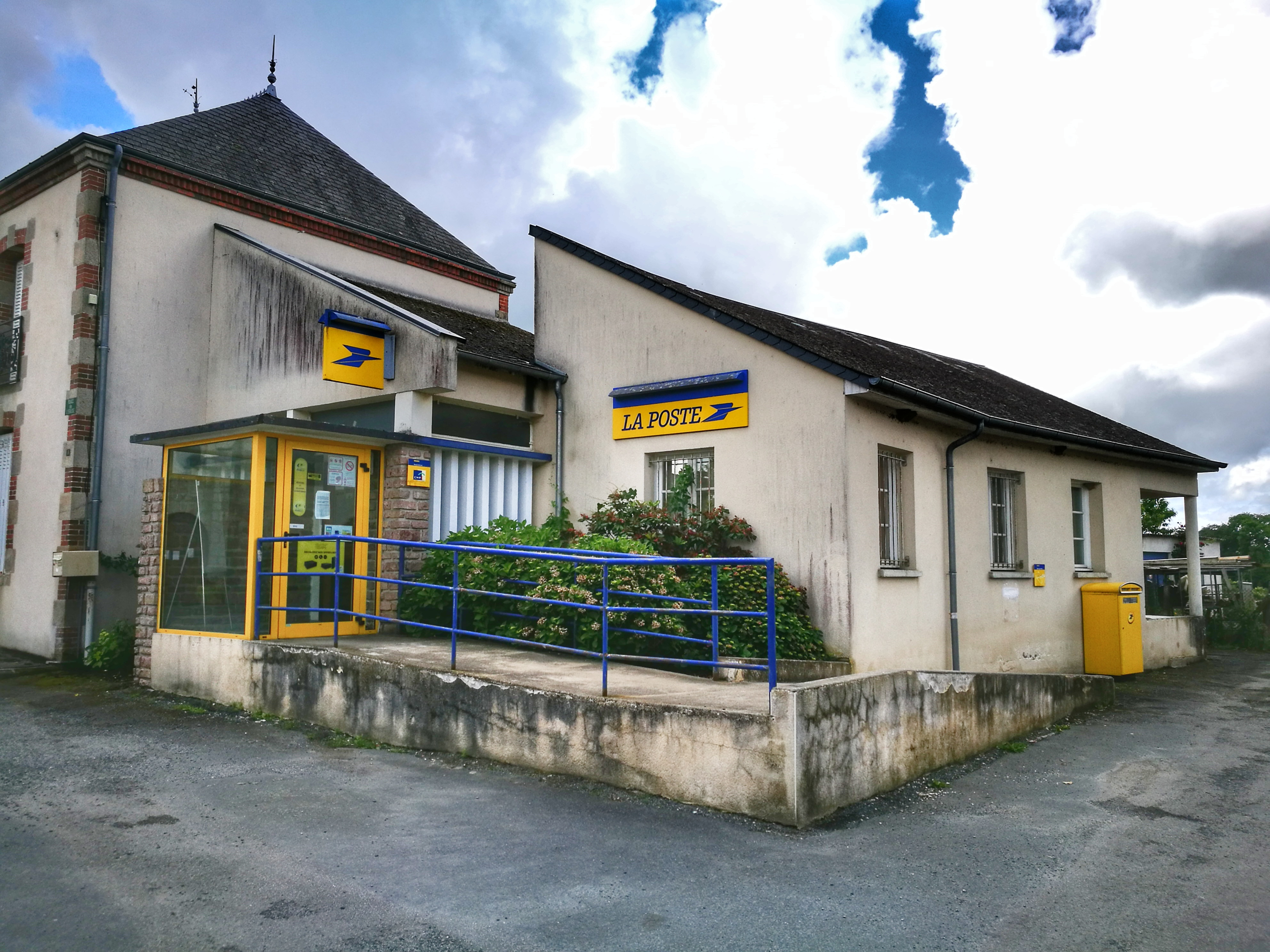
Bâtiment du bureau de Poste de la commune

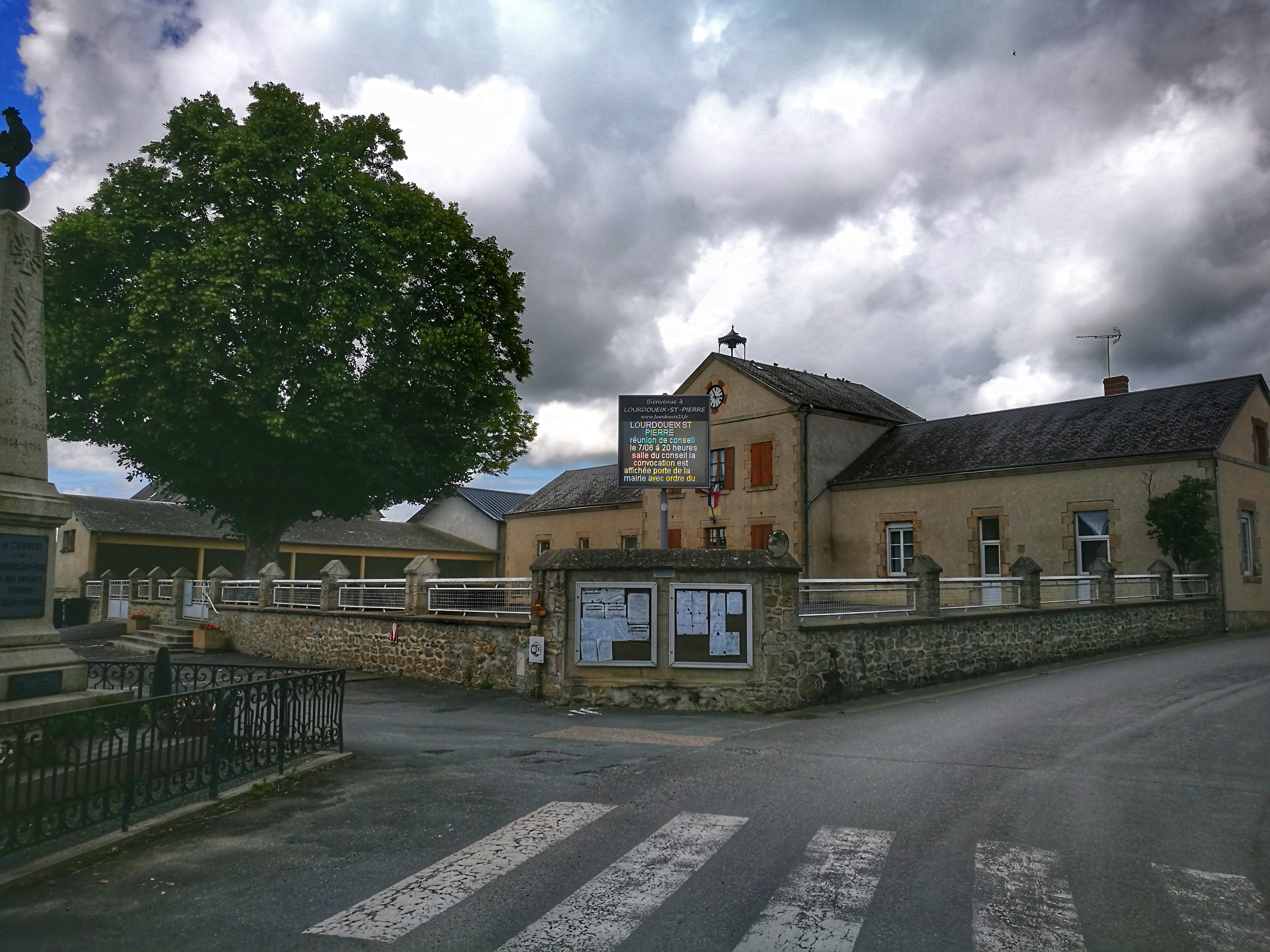
L'école de la commune et sa cour de récréation vues depuis la rue Principale

## Politique et administration

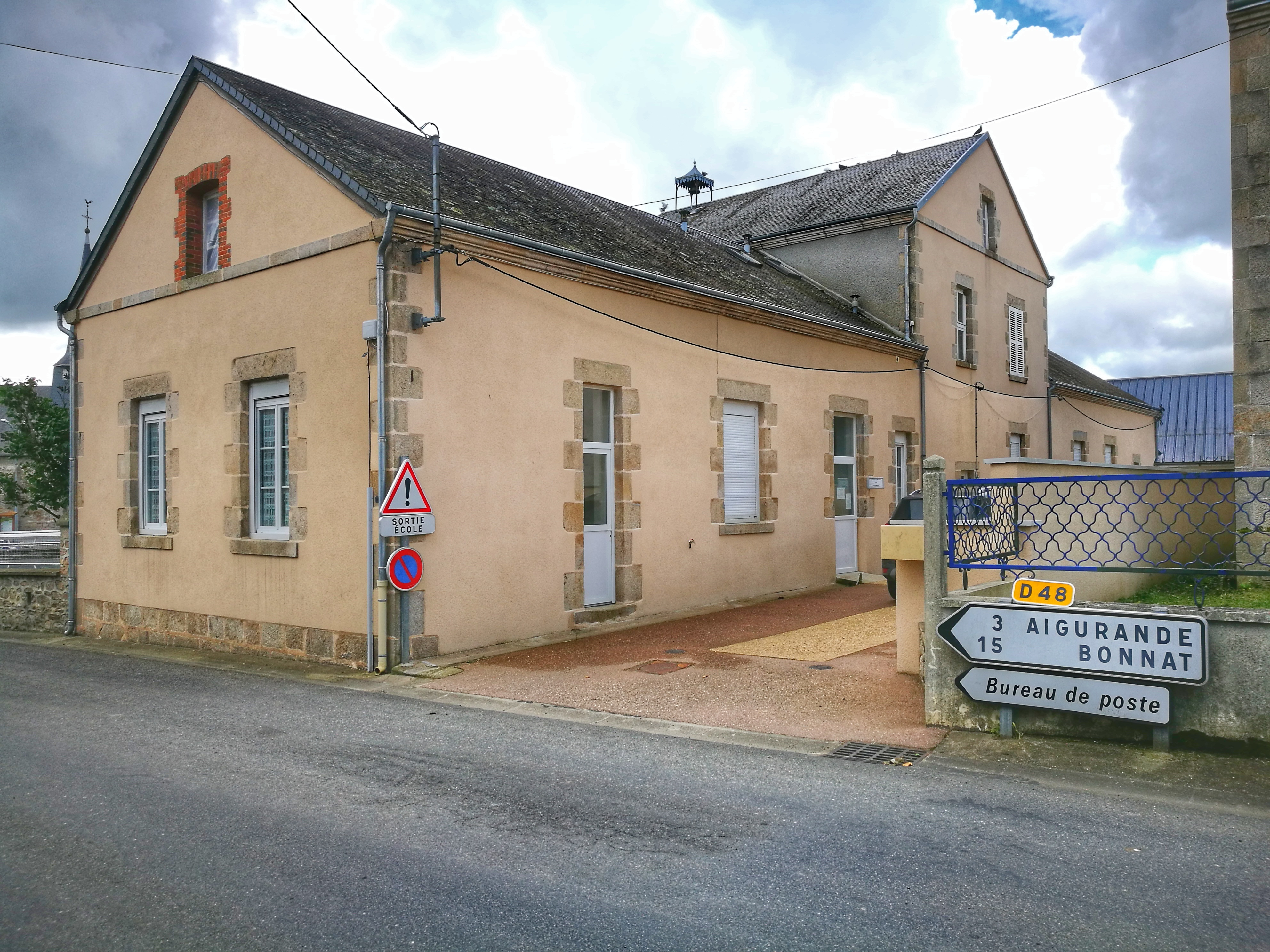
Mairie de Lourdoueix-Saint-Pierre

| Période                                  | Période  | Identité       | Étiquette | Qualité  |
| ---------------------------------------- | -------- | -------------- | --------- | -------- |
| 2014                                     | 2016     | Roger AUBARD   |           | ?        |
| 2016                                     | en cours | Roger LANGLOIS |           | retraité |
| Les données manquantes sont à compléter. |          |                |           |          |

## Démographie
L'évolution du nombre d'habitants est connue à travers les recensements de la population effectués dans la commune depuis 1793. Pour les communes de moins de 10 000 habitants, une enquête de recensement portant sur toute la population est réalisée tous les cinq ans, les populations de référence des années intermédiaires étant quant à elles estimées par interpolation ou extrapolation. Pour la commune, le premier recensement exhaustif entrant dans le cadre du nouveau dispositif a été réalisé en 2005.

En 2022, la commune comptait 720 habitants, en évolution de −7,22 % par rapport à 2016 (Creuse : −3,32 %, France hors Mayotte : +2,11 %).
| 1793  | 1800  | 1806  | 1821  | 1831  | 1836  | 1841  | 1846  | 1851  |
| ----- | ----- | ----- | ----- | ----- | ----- | ----- | ----- | ----- |
| 1 730 | 1 620 | 1 459 | 1 881 | 1 975 | 2 197 | 2 227 | 2 237 | 2 216 |

| 1856  | 1861  | 1866  | 1872  | 1876  | 1881  | 1886  | 1891  | 1896  |
| ----- | ----- | ----- | ----- | ----- | ----- | ----- | ----- | ----- |
| 2 165 | 2 026 | 2 064 | 1 995 | 2 034 | 2 119 | 2 194 | 2 177 | 2 144 |

| 1901  | 1906  | 1911  | 1921  | 1926  | 1931  | 1936  | 1946  | 1954  |
| ----- | ----- | ----- | ----- | ----- | ----- | ----- | ----- | ----- |
| 2 154 | 2 217 | 2 160 | 1 860 | 1 808 | 1 782 | 1 718 | 1 646 | 1 568 |

| 1962  | 1968  | 1975  | 1982  | 1990  | 1999 | 2005 | 2006 | 2010 |
| ----- | ----- | ----- | ----- | ----- | ---- | ---- | ---- | ---- |
| 1 523 | 1 425 | 1 266 | 1 100 | 1 034 | 923  | 874  | 870  | 804  |

| 2015 | 2020 | 2022 | - | - | - | - | - | - |
| ---- | ---- | ---- | - | - | - | - | - | - |
| 779  | 733  | 720  | - | - | - | - | - | - |

## Lieux et monuments

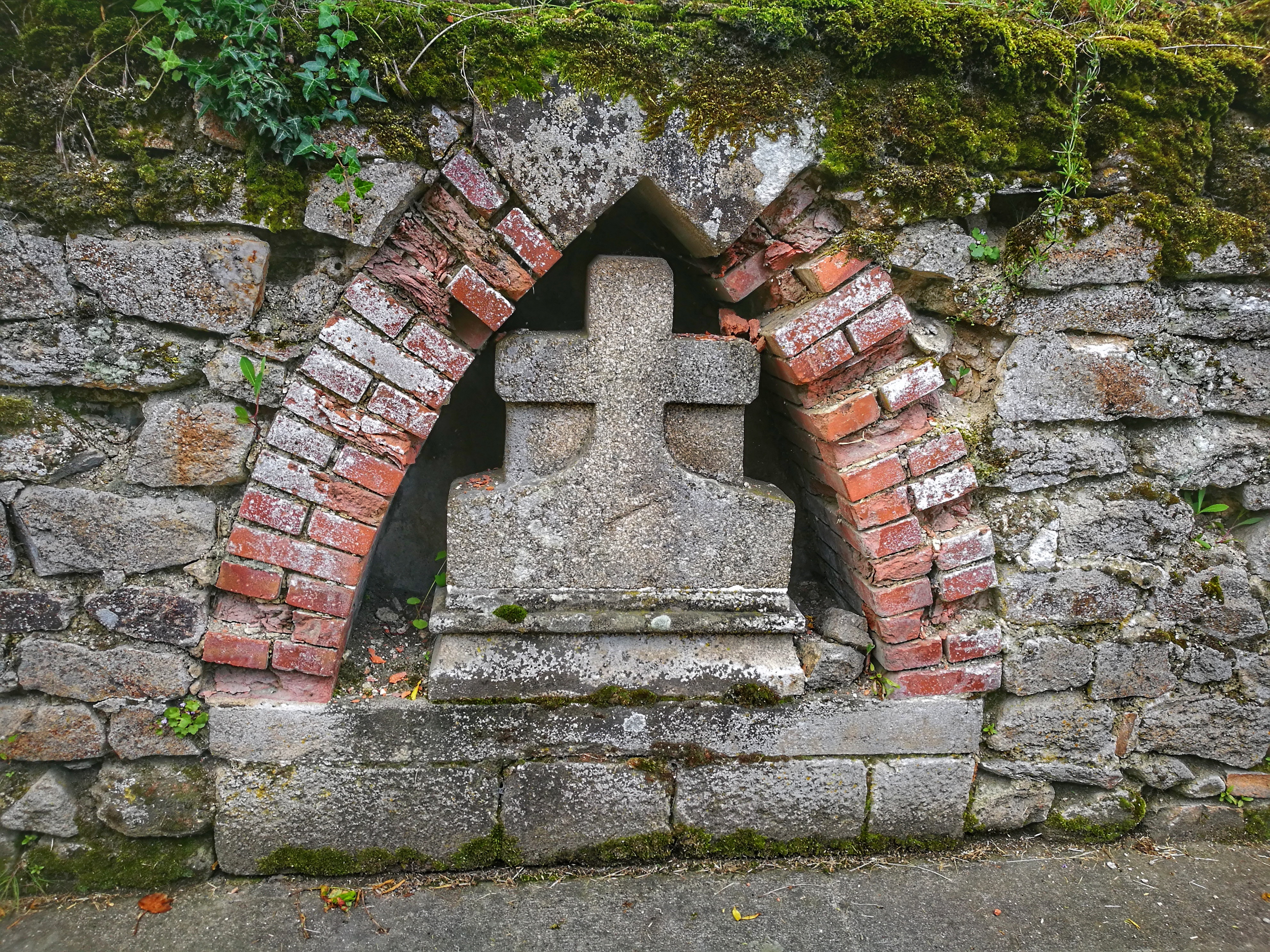
La commune comporte plusieurs croix sur son territoire. Ici une en pierre située le long de la rue Principale.

- Église Saint-Pierre-ès-Liens

## Personnalités liées à la commune
- Octave Guelliot (1854-1943) : médecin, chirurgien et historien, décédé à Lourdoueix-Saint-Pierre, où il était réfugié.